# Académie The Lir
L'Académie nationale d'art dramatique The Lir est une école irlandaise de théâtre, cinéma et télévision fondée en 2011. Elle se situe à Dublin, en Irlande, et fait partie du Trinity College. Elle est associée à la Royal Academy of Dramatic Art (RADA).

## Histoire
L'académie The Lir est fondée en 2011 par Danielle Ryan, en collaboration avec le Trinity College, en réponse à l'arrêt des cours de théâtre au College en 2007,,. En mai 2008, le forum sur la formation des acteurs recommande la création d'une académie nationale d'art dramatique, pour fournir un enseignement universitaire accrédité. La construction des locaux destinés à The Lir, situés à Grand Canal Dock à Dublin, est financée par le Cathal Ryan Trust.
En 2017, The Lir bénéficie d'un revenu annuel de 2,1 millions d'euros. L'académie a organisé dix spectacles de théâtre, une production d'opéra, deux courts métrages, une exposition de design et une vitrine industrielle.

## Programmes d'enseignement
L'Académie The Lir propose une formation de niveau conservatoire, avec des diplômes en jeu d'acteur, gestion de scène, théâtre technique, ainsi qu'une maîtrise en beaux-arts pour l'écriture dramatique, la mise en scène et la scénographie. Aux acteurs, l'académie offre une formation pratique basée sur la technique de jeu de Constantin Stanislavski, en combinaison avec l'entraînement spécifique au niveau de la voix et du mouvement. L'école propose également des cours de courte durée et des programmes diplômants, dans une gamme de disciplines d'arts du spectacle. Le Bachelor In Acting est un cursus de trois ans, pour environ seize étudiants choisis chaque année, avec des auditions en Irlande et à l'étranger.

## Anciens élèves
- Danielle Galligan
- Éanna Hardwicke
- Paul Mescal
- Ruairi O'Connor